# 1253
Năm 1253 là một năm trong lịch Julius.